# Amnokgang Sports Club
El Amrokgang Sports Club (en chosŏn'gŭl, 압록강체육단; en hancha, 鴨綠江體育團) es un club de fútbol que ha sido conocido para jugar en la Liga de fútbol de Corea del Norte. Este club pertenece a la Secretaría de Seguridad del Pueblo (La policía de Corea del Norte). No se sabe mucho acerca de este equipo, solo que ganó un campeonato en la década de 1960 y la temporada 2006. Los seleccionados Cha Jong-Hyok, Pak Chol-Jin, y Kim Myong-Won juegan por Amrokgang.

## Palmarés
- Liga de fútbol de Corea del Norte: (3):
  - 2001, 2006 y 2008

- Copa de fútbol de Corea del Norte: (3)
  - 2007 y 2008, 2022-23[2]

- Sports Contest for Pochonbo Torch Prize (1)
  - 2016[3]